# IC 2681
IC 2681 — галактика типу NF (в процесі підтвердження) у сузір'ї Лев.
Цей об'єкт міститься в оригінальній редакції індексного каталогу.